# Géographie de la Dominique
 (novembre 2011).
Si vous disposez d'ouvrages ou d'articles de référence ou si vous connaissez des sites web de qualité traitant du thème abordé ici, merci de compléter l'article en donnant les références utiles à sa vérifiabilité et en les liant à la section « Notes et références ».
La Dominique est une île de 754 km2 située dans la mer des Caraïbes, au nord de la Martinique et au sud des Îles des Saintes et de Marie-Galante, deux des Antilles françaises dépendantes de la Guadeloupe. L'île mesure 47 km de long et 29 km de large.

## Généralités
L'île bénéficie d'un climat tropical, parfois adouci par des vents du nord-est et de fortes précipitations. L'intérieur de l'île est constituée de montagnes d'origine volcanique. Ce volcanisme est toujours légèrement actif, comme en témoigne la présence d'un lac en ébullition et la présence d'une "vallée de la désolation" dominicaine. Ce lac en ébullition (le second du monde par sa taille) se trouve au fond d'un cratère et est alimenté par une chute d'eau, l'ébullition y étant provoquée par la chaleur d'une chambre magmatique souterraine.
La "vallée de la désolation" est une vallée d'origine volcanique très sulfureuse, alimentée par des sources chaudes qui empêchent le développement de toute vie végétale, contrastant ainsi avec les forêts tropicales environnantes.
De manière générale, la Dominique a l'une des configurations les plus montagneuses des Antilles. Ces reliefs sont recouverts d'une grande forêt tropicale, quasiment inexploitée. Les terres sont irriguées par de nombreux cours d'eau descendant des reliefs et formant un vaste réseau de fleuves et de piscines naturelles, agrémentés de nombreuses cascades d'eau. Cette nature est le refuge de nombreuses espèces rares. Sources chaudes, lacs bouillonnants et torrents furieux égaient la forêt tropicale de l'île. Celle-ci est nommée Waltikubuli (Grand est son corps) dans la langue du peuple autochtone, les Kalinagos.
Le point le plus bas du pays se situe au niveau de la mer (0 m), et le plus haut est le sommet Morne Diablotins qui culmine à 1 447 mètres d'altitude.
Sur la côte occidentale de l'île, le village de la Pointe-Michel évoque à lui seul le caractère de la Dominique : un havre superbe mais exigu dans un environnement de hautes montagnes et de falaises. Sa morphologie rugueuse a, dès le début, rebuté les colonisateurs. Recouverte d'une chape végétale quasi impénétrable, la Dominique abrite 76 000 habitants, dont deux milliers de descendants des Indiens Caraïbes vivant dans une réserve concédée par la reine Victoria en 1883 et en principe interdite aux étrangers.
Au sud-ouest de l'île, sur la côte, se trouvent les vestiges d'une grande caldeira sous-marine dont la partie Est forme la presqu'île de Scott.

## Climat
La Dominique bénéficie d'un climat tropical humide typique, avec des températures élevées et de fortes précipitations. La chaleur et l'importante humidité sont tempérées par les alizés, des vents intermittents du nord-est, qui soufflent lors de la saison des ouragans.

### Températures
Les reliefs influent cependant sur les températures et les vents. L'amplitude des variations de températures ambiantes est faible, allant généralement de 26 °C en journée en janvier à 32 °C en juin. Les variations de températures dans une même journée dépassent rarement les 3 °C dans la plupart des endroits.
Sur les sommets les plus élevés, les températures peuvent descendre jusqu'à 13 °C.

### Précipitations
La majeure partie des précipitations sont apportées par les alizés. Bien que d'une intensité variable selon l'endroit de l'île, il y a des pluies tout au long de l'année, les plus fortes pluies se concentrant dans une saison allant de juin à octobre.
Les précipitations annuelles moyennes sont de l'ordre de 5 000 millimètres sur la côte Est (côte du vent), mais peuvent atteindre 9 000 millimètres sur les montagnes les plus exposées. Les précipitations sur la côte Ouest (côte sous le vent) sont beaucoup plus modérées, de l'ordre de 1 800 millimètres par an. Les taux d'humidités sont étroitement liés à l'intensité des précipitations, avec les valeurs les plus élevées constatée sur la côte au vent (côte est). L'humidité relative mesurée à Roseau oscille entre 70 et 90 %.
L'importance des précipitations explique l'humidité intense qui baigne sur l'île et son étonnant trop-plein végétal.

### Ouragans
Les ouragans et les tempêtes se produisent en général lors des mois les plus humides (juin à octobre), et peuvent être parfois dévastateurs. Ainsi, en août 1979, les ouragans David et Frederick causèrent plus de 40 morts, de 2 500 blessés et détruisirent de nombreuses maisons et ravagèrent les récoltes. L'année suivante, en août 1980, l'ouragan Allen ravagea à nouveau les récoltes. Plus tard, en 1984, une nouvelle tempête détruisit 25 % de la récolte de bananes.

## Flore et faune
Sous une épaisse végétation se cachent, entre autres, mille espèces d'orchidées, des perroquets, des lézards, des papillons et bien sûr d'autres insectes dont le plus surprenant est l'Hercule des Antilles, une sorte de gigantesque pince à homard que des ailes de 20 cm emportent à plus de 80 km/h.

## Hydrographie
La Dominique est riche en petits ruisseaux jaillissant des montagnes, qui cascadent pour former des piscines, des lacs de cratère et des fleuves.
La Dominique est appelée "l'île aux 365 rivières" du fait du nombre important de cours d'eau la parcourant.
Les fleuves ne sont pas navigables, mais représentent un important potentiel d'énergie hydroélectrique. Les chutes Trafalgar, situées près du parc national, sont l'un des sites les plus remarquables de l'île.
Les principaux fleuves se jetant à l'ouest dans la mer des Caraïbes sont le Layou et le Roseau, et le principal fleuve se jetant à l'est dans l'océan Atlantique est le Toulaman.
Le plus grand lac de cratère de l'île est le lac Boeri, situé dans le parc national.

### Principaux fleuves
Les principaux fleuves de la Dominique sont :
| Nom                | Longueur | Côte d'arrivée    |
| Layou river        | 14 km    | Ouest-Caraïbe     |
| Check-Hall river   | 6,5 km   | Sud-Ouest Caraïbe |
| Trois-Pitons       | 10 km    | Sud-Ouest Caraïbe |
| Castel-Bruce river | 10 km    | Est-Atlantique    |
| Rosalie river      | 8 km     | Est-Atlantique    |
| Roseau river       |          | Sud-Ouest Caraïbe |
| Indian river       |          | Ouest-Caraïbe     |
| Blenheim river     |          | Est-Atlantique    |
| Pagua river        |          | Est-Atlantique    |
| Clyde river        |          | Est-Atlantique    |
| Hampstead river    |          | Est-Atlantique    |

Il en existe néanmoins de nombreux autres de moindre importance.

## Géologie
Géologiquement, la Dominique fait partie de l'arc volcanique des petites Antilles. Une dorsale montagneuse centrale coupe le pays selon un axe nord-ouest vers sud-est. Elle crée d'importantes pentes volcaniques et de profondes vallées, où l'altitude varie de 300 mètres à 1 400 mètres au-dessus de niveau de la mer.
Le sommet le plus élevé est le Morne Diablotins, culminant à 1 447 mètres dans le nord de l'île, suivi du Morne Trois Pitons, avec ses 1 423 mètres plus au sud au cœur du parc national.
Les formations rocheuses sont principalement composées d'andésite et de rhyolite, témoignages de l'origine volcanique de l'île.
Les sols, composés de roches volcaniques et de terre végétale sont généralement fertiles et poreux. Seules quelques vallées intérieures, ainsi que la bande côtière sont assez plate pour avoir permis les accumulations de terre, cependant.
Bien qu'un petit séisme ait été enregistré en 1986, l'activité géologique reste très faible. Les éruptions volcaniques ont cessé il y a des milliers d'années, mais il y existe encore des sources chaudes et des jets de vapeur d'eau, pour la plupart concentrés dans les parties centrale et méridionale de l'île. On note également la présence d'un lac en ébullition, le Boiling Lake, situé dans le parc national, le second plus grand au monde de ce type.

### Reliefs volcaniques[1]
- Morne Diablotin : 1 447 m
- Morne Trois Pitons : 1 387 m
- Morne Watt : 1 224 m
- Morne Macaque (Micotrin) : 1 170 m
- Morne Anglais : 1 122 m
- Foundland volcano : 960 m[2]
- Morne Plat Pays : 940 m
- Grand Soufrière hills : 886 m[3]
- Morne aux Diables : 861 m

## Transports
Le transport en Dominique s'inscrit dans le contexte montagneux d'un petit pays mono-insulaire tropical. Le transport en Dominique, bien que multimodal reste inscrit à l'échelle locale.

## Sources
- (en) CIA World Factbook
- (en) Dominica Climate - Photius
- Résultats de la mission hydrobiologique austro-française aux Petites Antilles - 1979